# Saukko
Saukko – fiński okręt podwodny pełniący służbę w czasie II wojny światowej na Bałtyku. Jednostka została skonstruowana w Holandii przez niemieckie potajemne biuro konstrukcyjne Ingenieurskantoor voor Scheepsbouw (IvS).
Po uzyskaniu niepodległości w 1917 roku Finlandia stanęła m.in. przed zadaniem rozbudowy floty wojennej, składającej się wówczas z niewielkiej liczby małowartościowych okrętów i jednostek pomocniczych. Wielokrotnie zmieniane plany zakładały również rozwój sił podwodnych. Jedną z jednostek miał być niewielki okręt podwodny, który można by było wykorzystywać również na wodach jeziora Ładoga. To założenie wpływało istotnie na wielkość i konstrukcję – zgodnie z postanowieniami traktatu pokojowego z Rosją nie mogły tam służyć okręty o wyporności przekraczającej 100 ton. Konieczność przewozu koleją wymuszała możliwość demontażu okrętu na 3 sekcje. Do udziału w konkursie na okręty podwodne zaproszono szereg zagranicznych i rodzimych stoczni. Ostatecznie jednostkę zbudowano w stoczni HSK w Helsinkach na podstawie projektu Ingenieurskantoor voor Scheepsbouw (IvS), niemieckiej firmy założonej w Holandii celem obejścia ograniczeń traktatu wersalskiego, zabraniających Niemcom konstruowania i posiadania okrętów podwodnych. Budowa postępowała powoli, tempo prac przyspieszyło dopiero sprowadzenie niemieckich specjalistów. „Saukko” wodowano 2 lipca 1930 roku, zaś wcielono do służby 16 grudnia 1930 roku. W trakcie prób okazało się, że wyporność okrętu przekracza założone w traktacie z Rosją 100 ton. Z tego powodu nie mógł operować na jez. Ładoga. Został więc skierowany do służby na Morzu Bałtyckim.
Fińskie dowództwo zakładało defensywną strategię wykorzystania jednostek podwodnych do współdziałania z bateriami nadbrzeżnymi i siłami nawodnymi celem obrony wybrzeża przed desantem; jako dodatkowe planowano działania rozpoznawcze i minowe. W momencie wybuchu wojny zimowej „Saukko” odbywał próby morskie po przeprowadzonej modernizacji. Fińskie okręty podwodne nie wyróżniały się aktywnością i odniosły tylko niewielkie sukcesy. 8 grudnia 1939 roku „Saukko” próbował atakować sowiecki lider „Mińsk”, zaś dwa dni później okręt liniowy „Oktiabrskaja Riewolucyja”, w obu przypadkach bezskutecznie. Okręt wziął udział również w tzw. wojnie kontynuacyjnej; na początku lipca 1941 roku atakował bez efektu sowieckie dozorowce u wybrzeży wyspy Sommers, jego załoga nieomal zginęła, zatruta spalinami z własnej uszkodzonej torpedy. 25 sierpnia doszło do zderzenia z niemieckim torpedowcem S28; fiński okręt z trudem utrzymał się na powierzchni, później został skierowany do doku. Zimą 1942/1943 roku ostateczna awaria zawodnego od początku służby silnika wysokoprężnego wykluczyła „Saukko” z akcji. We wrześniu 1944 roku nastąpiło przerwanie działań wojennych, zaś paryski traktat pokojowy z 1947 roku zakazał Finlandii posiadania okrętów podwodnych. W 1953 roku podjęto decyzję o sprzedaży wszystkich jednostek (z wyjątkiem „Vesikko”) na złom. 15 września 1953 roku „Saukko” wyruszył na holu w ostatni rejs do belgijskiej stoczni złomowej.  
„Saukko” okazał się jednostką nieudaną, niedostosowaną do działań na pełnym morzu. Problemem była niska prędkość, zawodność i ciasnota panująca pod pokładem. Nigdy też nie został użyty na Ładodze.